# 御輿員三
御輿 員三（おごし かずぞう、1917年1月25日 - 2002年1月30日）は、日本の英文学者。京都大学名誉教授。ジェフリー・チョーサーからジョン・ミルトンまでを研究した。
息子の御輿哲也（1951年 - ）も英文学者、神戸市外国語大学教授。

## 経歴
広島県生まれ。1939年京都帝国大学文学部英文学科卒業。文学部副手、広島高等師範学校講師、広島高等学校教授、広島大学助教授、1951年京都大学文学部助教授、1962年教授。評議員、文学部長を務め、1980年定年退官、名誉教授、大谷女子大学教授。

## 著書
- 『二十六の群像 キャンタベリー物語序歌訳解』南雲堂 1959
- 『ことばと詩 英詩考その1』あぽろん社 1969
- 『神と悪魔との間で『楽園喪失』論 英詩考その2』あぽろん社 1970

### 編著
- 『イギリス文学 案内と文献』編、研究社出版 1968
- 『チョーサーとシェイクスピア』編、南雲堂、志学台叢書 1982

### 翻訳
- ハーバート・リード『現代詩と個性』不安の時代、南雲堂 1960

### 記念論文集
- 『菅泰男・御輿員三両教授退官記念論文集』あぽろん社 1980
- 『御輿員三先生退職記念論集』あぽろん社 1990

## 論文
- Cinii